# Bains romains (Potsdam)
Les bains romains, au nord-est du palais de Charlottenhof, dans le parc du palais de Sanssouci, à Potsdam, sont à l'origine la résidence du jardinier du palais ; le premier résident est Hermann Sello. Ils reflètent l'« Italiensehnsucht » de Frédéric-Guillaume IV. Différents styles romains ou italiens anciens sont réunis dans l'ensemble de constructions de 1829 à 1840.

## Histoire
En son temps comme prince héritier, Frédéric-Guillaume IV fait construire le palais de Charlottenhof (1826-1829), puis les thermes romains. Avec de nombreuses idées et dessins de conception, l'héritier du trône a une grande influence sur les plans de l'architecte Karl Friedrich Schinkel. La direction de la construction est à l'étudiant de Schinkel Ludwig Persius.
La maison du jardinier (1829-1830) et la maison de l'assistant du jardinier (1832) sont construites dans le style d'une maison de campagne italienne. Le therme romain (1834-1840), dans le style d'une ancienne villa, qui donne son nom à l'ensemble du bâtiment, et un pavillon de thé (1830), dans le style d'un ancien temple, forment le complexe de bâtiments, reliés par des pergolas, des arcades et des sections de jardin. Les bâtiments individuels sont constitués de souvenirs du deuxième voyage de Schinkel en Italie en 1828. C'est ainsi que le bain romain, dans lequel la baignade n'a jamais eu lieu, est né de la fantaisie romantique de l'italophile.
Les noms des pièces indiquent un mélange d'une ancienne villa et d'un bain thermal romain. L'atrium, la cour intérieure d'une maison romaine, est ici la salle de réception. L'impluvium, un bassin de collecte d'eau de pluie dans l'atrium, est le nom d'une pièce entière derrière l'atrium. Le viridarium (maison verte ou froide) est une petite cour-jardin. Les noms des chambres d'un bain thermal romain sont l'apodyterium et le caldarium.
L'ensemble nostalgique des thermes romains borde un lac artificiel, créé par la conception de Peter Joseph Lenné. Le bassin fontaine a des machines à vapeur avec une station de pompage démolie en 1923. Un grand bol de fontaine marque l'ancien emplacement du bâtiment. Non seulement la machine à vapeur maintenait l'eau dans la région de Charlottenhof, mais elle était une technologie très développée à l'époque, et les cheminées fumantes étaient un signe de progrès.